# Freya Allan
Freya Allan (Oxford, 6 de setembro de 2001) é uma atriz inglesa. Ela é conhecida por interpretar a Princesa Cirilla de Cintra na série The Witcher da Netflix.

## Biografia
Ela frequentou a escola independente para garotas Headington School, localizada na cidade de Oxford. Allan continuou a sua educação artística na Escola Nacional de Cinema e Televisão, localizada em Beaconsfield no Buckinghamshire, onde, como parte de seus estudos de atuação, atuou em dois curtas-metragens, Bluebird e The Christmas Tree. Allan passou a estudar na Arts University Bournemouth, onde ela interpretou o papel de Linda no curta-metragem Captain Fierce.

## Carreira
Em 2019, Allan interpretou a Princesa Cirilla de Cintra na série original da Netflix, The Witcher, uma série de drama e de fantasia criada por Lauren Schmidt Hissrich, adaptada da série de livros Wiedźmin do escritor polonês Andrzej Sapkowski. No projeto ela atua ao lado de Henry Cavill.
Enquanto a série estava sendo filmada, Allan viveu na cidade de Budapeste na Hungria por oito meses. Allan participou da segunda temporada de The Witcher, que foi produzida na cidade de Londres no início de 2020 e estreou em 2021.

## Filmografia
| Ano             | Título Original                   | Título no Brasil               | Personagem                           | Notas                                            |
| --------------- | --------------------------------- | ------------------------------ | ------------------------------------ | ------------------------------------------------ |
| 2017            | BlueBird                          |                                | Danny                                | Curta; Papel Coadjuvante.                        |
| 2017            | The Christmas Tree                |                                | "Menina da árvore de natal"          | Curta; Papel Principal.                          |
| 2017            | Captain Fierce                    |                                | Linda                                | Curta; Papel Principal;                          |
| 2018            | Into the Badlands                 |                                | Minerva (versão nova)                | Série(AMC); 1 episódio; Participação.            |
| 2019            | The War of the Worlds             |                                | Maria                                | Minissérie(BBC); 1 episódio; Papel Secundário.   |
| 2019 - presente | The Witcher                       | The Witcher                    | Cirilla Fiona Elen Riannon de Cintra | Série(Netflix); 24 episódios; Papel Principal.   |
| 2020            | The Third Day                     |                                | Karli                                | Minissérie(HBO); 5 episódios; Papel Coadjuvante. |
| 2021            | Gunpowder Milkshake               | Coquetel Explosivo             | Eva (versão nova)                    | Filme; Papel Coadjuvante.                        |
| 2023            | Baghead                           | A Bruxa dos Mortos: Baghead    | Iris lark                            | Filme; Papel Principal.                          |
| 2024            | Kingdom of the Planet of the Apes | Planeta dos Macacos: O Reinado | Mae                                  | Filme; Papel Principal.                          |